# علاء (اسم)
علاء هو اسم علم مذكر عربي معناه العلو، يعتبر من الأسماء الشعبية عند العرب.

## الشخصيات
- علاء عبد الفتاح مدون وناشط حقوق ومبرمج مصري.
- علاء كاطع لاعب كرة قدم عراقي.
- علاء مبارك رجل أعمال مصري وابن الرئيس السابق حسني مبارك.
- علاء الشبلي لاعب كرة قدم سوري.
- علاء عبد الزهرة لاعب كرة قدم عراقي.
- علاء مرسي ممثل مصري.
- علاء زينهم ممثل مصري.
- علاء وردي موسيقي سعودي.
- علاء الدين أبو القاسم مبارز سيف شيش مصري.
- علاء الدين كجك سلطان مملوكي.
- علاء الدين يحيى لاعب كرة قدم تونسي.
- علاء الدين كوكش مخرج مسرحي سوري.
- علاء الأسواني أديب وطبيب مصري.
- علاء قاسم ممثل سوري.
- علاء الدين الدروبي سياسي سوري.
- علاء الجمل ممثل أردني.
- علاء الدين أتسز سلطان خوارزمي.
- علاء الدين باشا وزير وسياسي عثماني.
- علاء الدين باشا أول صدر أعظم عثماني.
- علاء الدين ترو سياسي لبناني.
- علاء الدين الخلجي سلطان خلجي هندي.
- علاء الدين الأعرجي مفكر قومي عربي عراقي.
- علاء الدين القوشجي فلكي ورياضياتي سمرقندي تركي.
- علاء الدين الطوسي فقيه ومتوصف سمرقندي.
- علاء الدولة السمناني عالم دين صوفي إيراني.
- علاء الشقران لاعب كرة قدم أردني.
- علاء الصاصي لاعب كرة قدم يمني.
- علاء بشير فنان تشكيلي وطبيب عراقي.
- علاء حبيل لاعب كرة قدم بحريني.
- علاء حسين ضابط عسكري كويتي.
- علاء زلزلي مغني لبناني.
- علاء سعد مغني عراقي.
- علاء عبد العزيز سياسي ووزير مصري.
- علاء عطية لاعب كرة قدم فلسطيني.
- علاء عبد الغني لاعب كرة قدم مصري.
- علاء عبد النبي لاعب كرة سلة مصري أمريكي.
- علاء عبد الحسين لاعب كرة قدم عراقي.
- علاء عبد الخالق مغني مصري.
- علاء كاظم لاعب كرة قدم عراقي.
- علاء ميهوب لاعب كرة قدم مصري.
- علاء مطالقة لاعب كرة قدم أردني.
- علاء مكي سياسي وطبيب عراقي.
- علاء مهنا روائي وصحفي فلسطيني.
- علاء ولي الدين ممثل كوميدي مصري.

### شخصيات خيالية
- علاء الدين إحدى شخصيات قصص ألف ليلة وليلة.
- علاء عبد العظيم إحدى شخصيات سلسلة سفاري.